# Liry
Liry ist eine französische Gemeinde mit 89 Einwohnern (Stand 1. Januar 2022) im Département Ardennes in der Region Grand Est (vor 2016 Champagne-Ardenne). Sie gehört zum Arrondissement Vouziers, zum Kanton Attigny und zum Gemeindeverband Argonne Ardennaise.

## Geografie
Die Gemeinde Liry liegt in der Trockenen Champagne, zehn Kilometer südsüdwestlich von Vouziers. Umgeben wird Liry von den Nachbargemeinden Mont-Saint-Martin im Norden, Saint-Morel im Nordosten, Monthois im Osten, Marvaux-Vieux im Südosten, Aure im Süden sowie Semide im Westen.

## Geschichte
Während des Ersten Weltkrieges wurde das Dorf von deutschen Truppen besetzt. Bei Kriegsende war Liry nahezu vollständig zerstört.

## Bevölkerungsentwicklung
| Jahr                       | 1962 | 1968 | 1975 | 1982 | 1990 | 1999 | 2006 | 2012 | 2019 |
| Einwohner                  | 181  | 145  | 119  | 119  | 106  | 96   | 105  | 103  | 86   |
| Quellen: Cassini und INSEE |      |      |      |      |      |      |      |      |      |

## Sehenswürdigkeiten

Kirche Saint-Sulpice

- Kirche Saint-Sulpice